# Crisi atoniche
Le crisi atoniche sono forme di epilessia caratterizzate da perdita temporanea del tono muscolare.

## Caratteristiche
Le crisi atoniche possono essere parziali o generalizzate; nel primo caso, il tono muscolare scompare a livello di un distretto corporeo isolato con, ad esempio, perdita di controllo di un arto o caduta del capo, nel secondo la scomparsa del tono è generalizzata, con caduta a terra per crollo della muscolatura posturale e degli arti inferiori.
Occorre inoltre specificare che mentre le crisi atoniche di lunga durata possono associarsi a perdita di coscienza (crisi complessa), in quelle di breve durata la coscienza può rimanere integra (crisi semplice). Nei casi di crisi atoniche dell'intero soma, non raramente si associa una repentina perdita di coscienza, con ripresa graduale, ottundimento del sensorio ed automatismi.